# Saaß (Gemeinden Aschach, Garsten)
Saaß ist ein Ort in den Oberösterreichischen Voralpen  im Traunviertel von Oberösterreich wie auch Ortschaft der Gemeinden  Aschach an der Steyr und Garsten im Bezirk Steyr-Land.

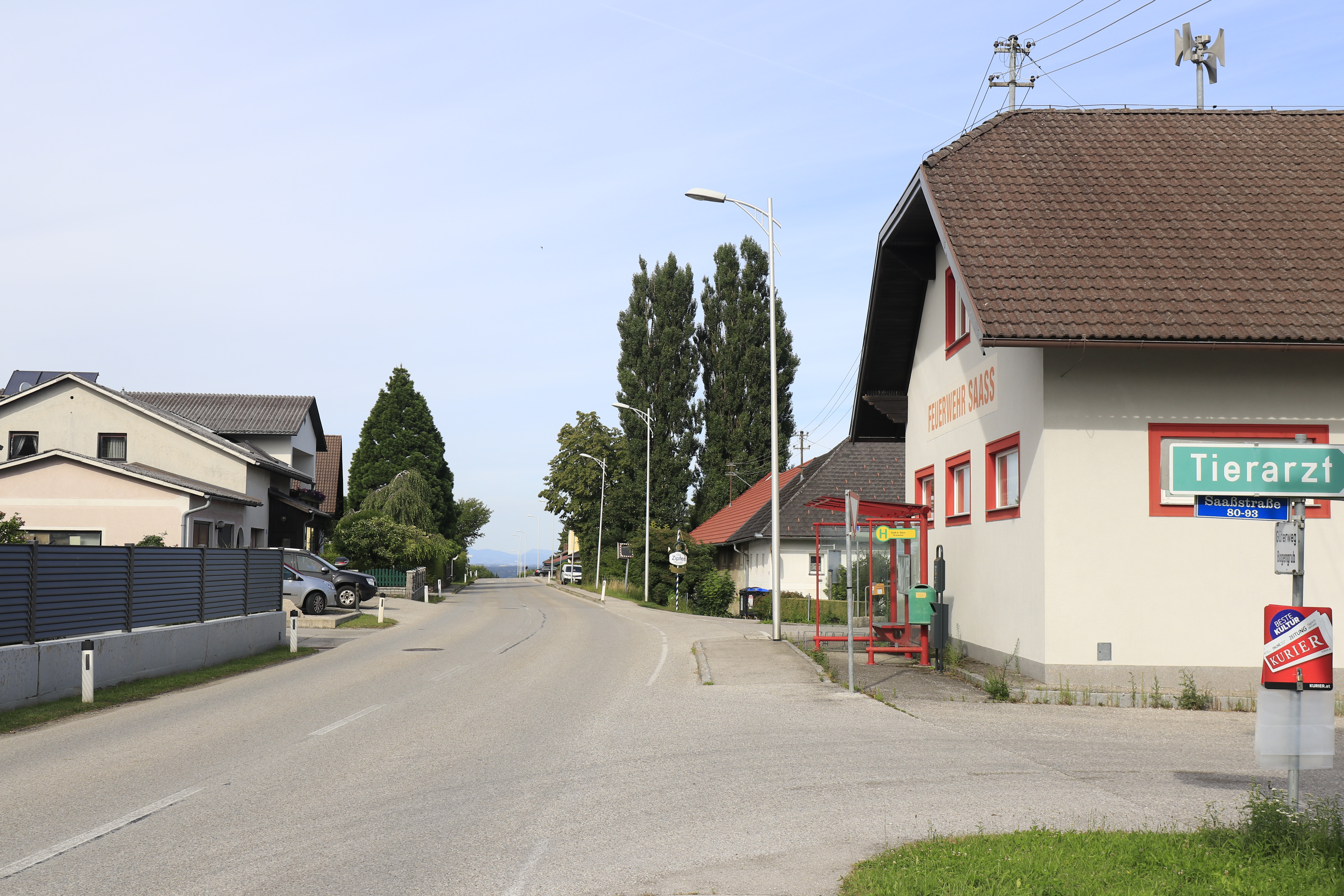
Ortskern Saaß

## Geographie
Der Ort Saaß befindet sich etwa 5 Kilometer südwestlich oberhalb der Stadt Steyr, halbwegs zwischen Garsten und Aschach.
Er liegt direkt am Alpenrand auf der Kuppe des Saaßer Forsts (Oberfeld), auf um die 440 m ü. A. Höhe. Er zieht sich über etwa 2 km West–Ost entlang der Saaßer Straße (L1348), die von Steyr über Christkindl herauf nach Aschach und weiter nach Pichlern führt, entlang der Herrenweidestraße von Garsten herauf, und der Sandbauernstraße von Schlühslmayr und Garsten Nord. Der Ort  hat  etwa 800 Einwohner.
Der Westteil mit dem Ortskern, als Rotte klassiert, gehört zu Aschach, und bildet dort mit der Siedlung Sonnenhang eine Ortschaft (1. Jänner 2024: 326 Einwohner). Der Ostteil und zerstreute Häuser sind eine Garstener Ortschaft (1. Jänner 2024: 415 Einwohner).
Beim Ort entspringt der Fischerbach, der nord- und dann ostwärts bei Unterhimmel zur Steyr geht, und der Teufelsbach, der ost-, dann nordostwärts nach Steyr rinnt, und bei der Innenstadt ebenfalls in die Steyr mündet.
| Schwaming (O, Gem. Garsten)                    | Pergern (O, Gem. Garsten)                   | Christkindl (O, Gem. Garsten u. Steyr) Garsten Nord (O, Gem. Garsten) |
| Oberletten (Gem. Aschach a.d.St.)              | Kompassrose, die auf Nachbargemeinden zeigt | Garsten (O, Gem. Garsten)                                             |
| Aschach an der Steyr (O, Gem. Aschach a.d.St.) |                                             | Pesendorf (O, Gem. Garsten)                                           |

## Geschichte
Der Ort ist 1477 als an der Saß urkundlich. Genannt ist eine Hofstätte, im 17. Jahrhundert ein Jägerhaus. Der Ort war ursprünglich eine Lichtung im Saaßer Forst, einem Wildbann der Herrschaft Steyr.
Um 1800 sind hier nur 8 Gehöfte genannt.
Um 1850, bei Schaffung der Ortsgemeinden, war die Zuordnung des Ortes zu Garsten oder Aschach unklar.
1913 bekam der Ort einen Löschzug der Freiwilligen Feuerwehr Garsten, der 1921 eigenständig wurde.